# Brownleea parviflora
Brownleea parviflora es una especie de orquídea de hábitos terrestres que está estrechamente relacionado con Disa. Esta especie existe en áreas aisladas de diez países de África tropical y  Perú, donde habita zonas elevadas, con lluvias de verano, especialmente en los prados de la montaña.  El aislamiento de los diferentes grupos dieron lugar a gran número de sinónimos.

## Descripción
Son orquídeas que tienen un tamaño pequeño a mediano, que prefiere el clima fresco al  frías. Tiene hábitos terrestres que crecen con 2 a 3 [5] hojas, estrechamente lanceoladas. Florece en el verano hasta principios de otoño sobre una inflorescencia erecta, cilíndrica de 20 a 60  flores.

## Distribución y hábitat
Se encuentra en Camerún, Zaire, Kenia, Tanzania, Malaui, Mozambique, Zambia, Zimbabue, Provincia del Cabo, KwaZulu-Natal, Suazilandia, Transvaal y Madagascar en los pastizales a pleno sol a una altitud de hasta  2500 metros.

## Taxonomía
Brownleea parviflora fue descrita por Harv. ex Lindl.  y publicado en London Journal of Botany 1: 16. 1842.
Etimología
Brownleea fue descrito en 1842 por William Henry Harvey, que eligió este nombre en honor del reverendo John Brownlee , que le enviaba las plantas.
parviflora: epíteto latino de las palabras parvus = "pequeño" y flora = "flor".
Sinonimia
- Brownleea alpina (Hook.f.) N.E.Br.
- Brownleea apetala (Kraenzl.) N.E.Br.
- Brownleea gracilis Schltr.
- Brownleea nelsonii Rolfe
- Brownleea perrieri Schltr.
- Brownleea transvaalensis Schltr.
- Brownleea woodii Rolfe
- Disa alpina Hook.f.
- Disa apetala Kraenzl.
- Disa parviflora (Harv. ex Lindl.) Rchb.f.
- Disa preussii Kraenzl.[7][4]